# Brachyspira
Brachyspira – krętki należące do tego rodzaju są uważane za istotny czynnik etiologiczny ciężkich zakażeń przewodu pokarmowego wielu gatunków zwierząt. Należą do bakterii beztlenowych, o dużych wymaganiach wzrostowych.
Wykazują one wiele cech różniących je od borelii i leptospir. Ogólnie przyjmuje się, że do rodzaju Brachyspira należą krętki, których wielkość waha się od 0,10 do 0,40 μm. Rozmieszczenie skrętów komórki jest u tych bakterii regularne lub nieregularne, w zależności od gatunku, a ich liczba mniejsza niż u innych rodzajów z grupy Spirochartes.
W komórkach krętków z rodzaju Brachyspira znajduje się od 8 do 30 włókien osiowych, które tworzą charakterystyczny aparat ruchu pozwalający na ich sprawne przemieszczanie w środowisku o dużej gęstości, jakim jest np. śluz. Komórka B. pilosicoli jest na brzegach wyraźnie zwężona, natomiast u pozostałych gatunków końce komórki są owalne.

## Gatunki
Znane są następujące gatunki z rodzaju Brachyspira, którym przypisywane jest podane znaczenie patogenne:
- B. hyodysenteriae – dyzenteria świń
- B. pilosicoli – biegunka krętkowa
- B. intermeedia – krętkowe zapalenie okrężnicy
- B. alvinipulli – ptasia spirochetoza jelitowa
- B. innocens – niepatogenny
- B. murdochii – niepatogenny
- B. aalborgi – niepatogenny